# Templo romano

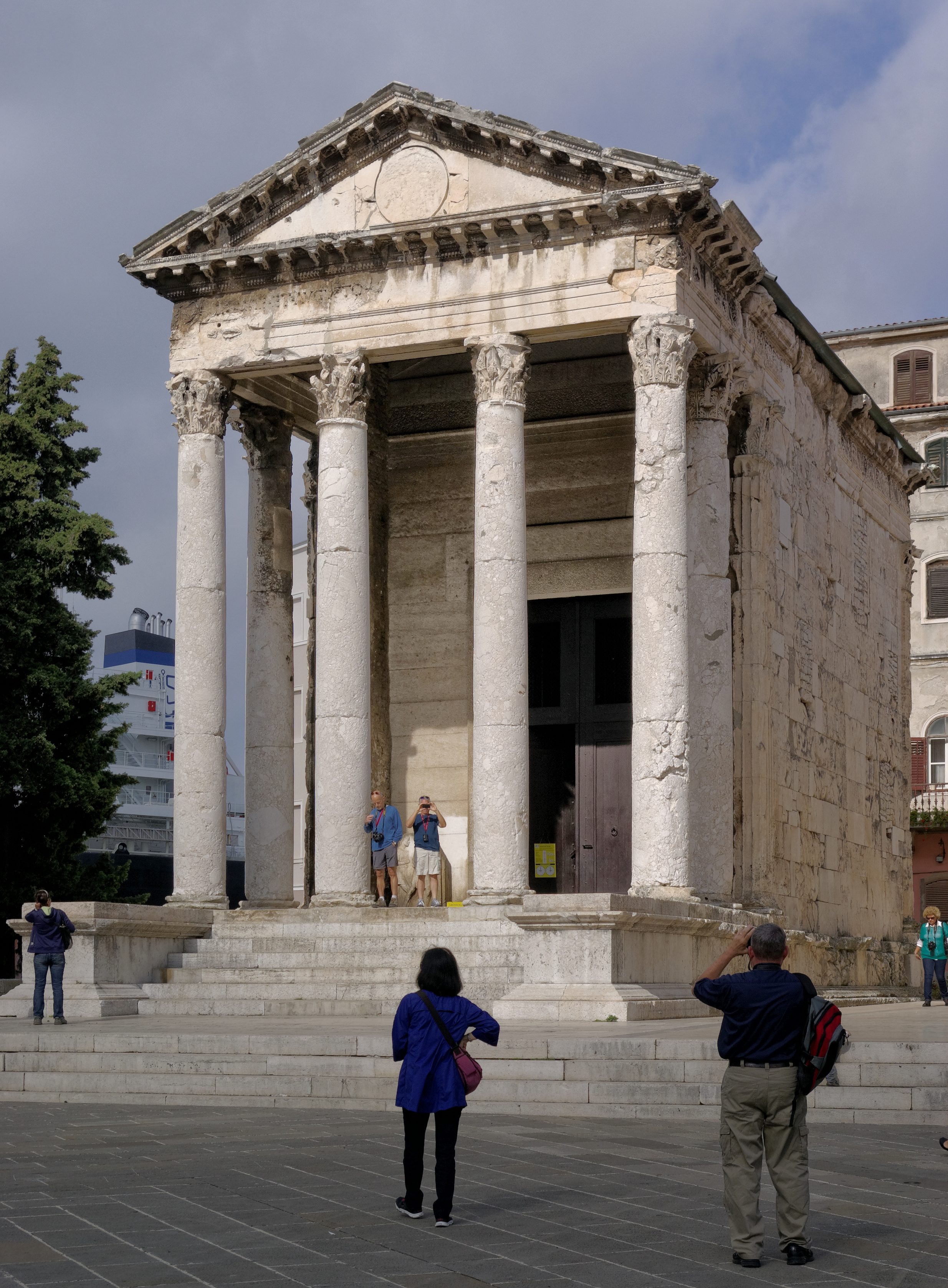
Templo de Augusto (Pula), Croacia.

El templo romano era un lugar de culto a los dioses en la Antigua Roma. Desde el estudio de la arquitectura romana se conoce que este tipo de templo fue originario de las ideas conjuntas entre los templos etrusco y griego con planta rectangular. A través de los años fue modificando su estructura que en su origen tenía una base entre la cella o templo etrusco y el pórtico de columnas del templo griego. Difiere en el orden toscano descrito por Vitrubio que era cuadrado sobre un zócalo al que se accedía por una escalera anterior o pódium.

## Diferencias arquitectónicas

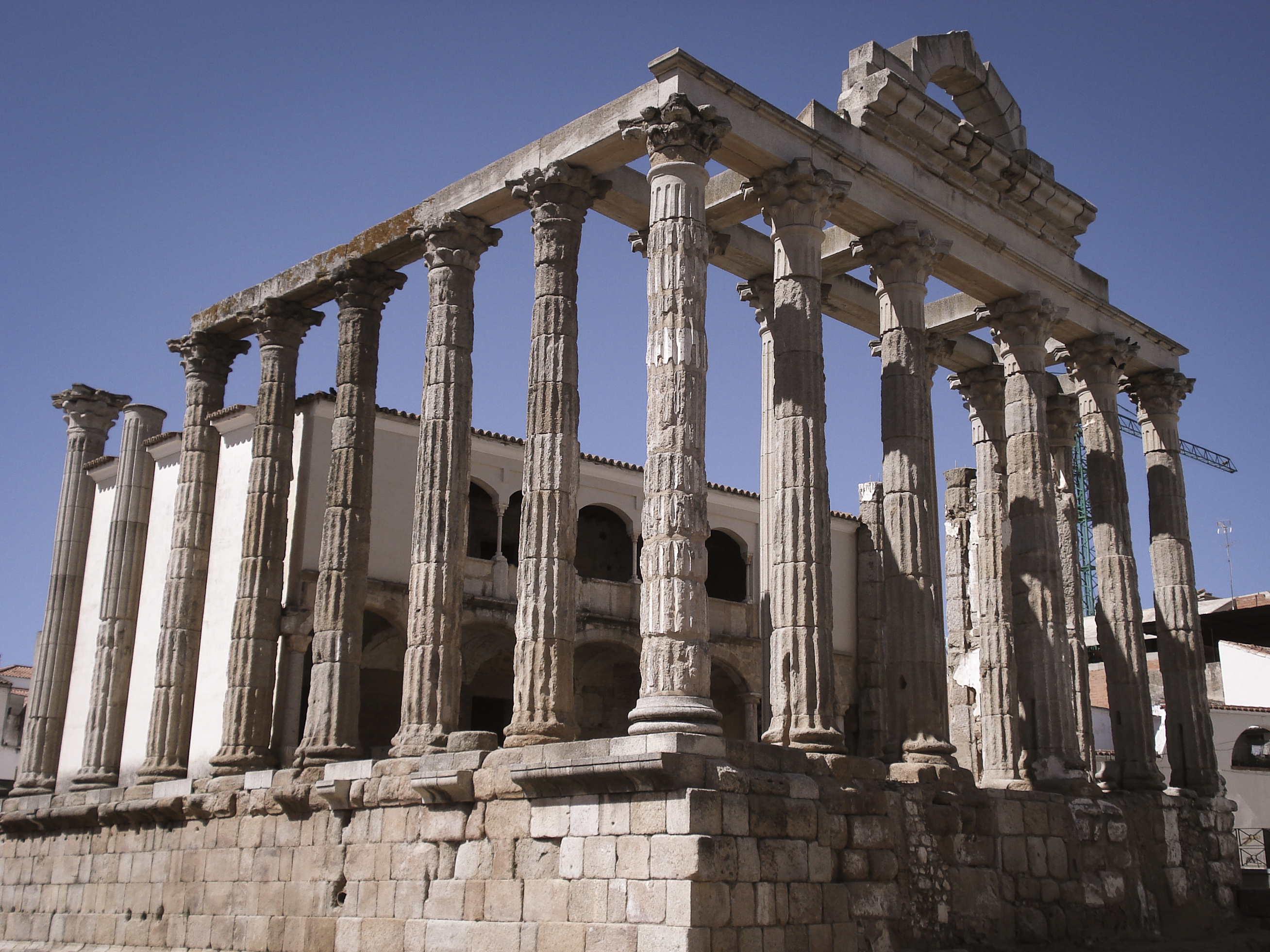
Templo de Diana (Mérida).

No todos los templos romanos siguen la misma estructura sino que dependiendo de la zona pueden variar en su estructura, sobre todo en Oriente.
Los de planta rectangular son los más comunes como el Templo de César en el foro de Roma levantado en el lugar donde se incineró su cuerpo. Poseía un podium que en la parte delantera miraba al foro y formaba una tribuna. A través de dos escaleras se ascendía al templo hexástilo y próstilo.
También se conserva en perfecto estado la Maison Carrée en Nimes, hexástilo y pseudoperíptero corintio que data del año 16 a. C. La obra fue patrocinada por Agripa en honor de su suegro Augusto, su esposa Livia y sus hijos Cayo César y Lucio César.

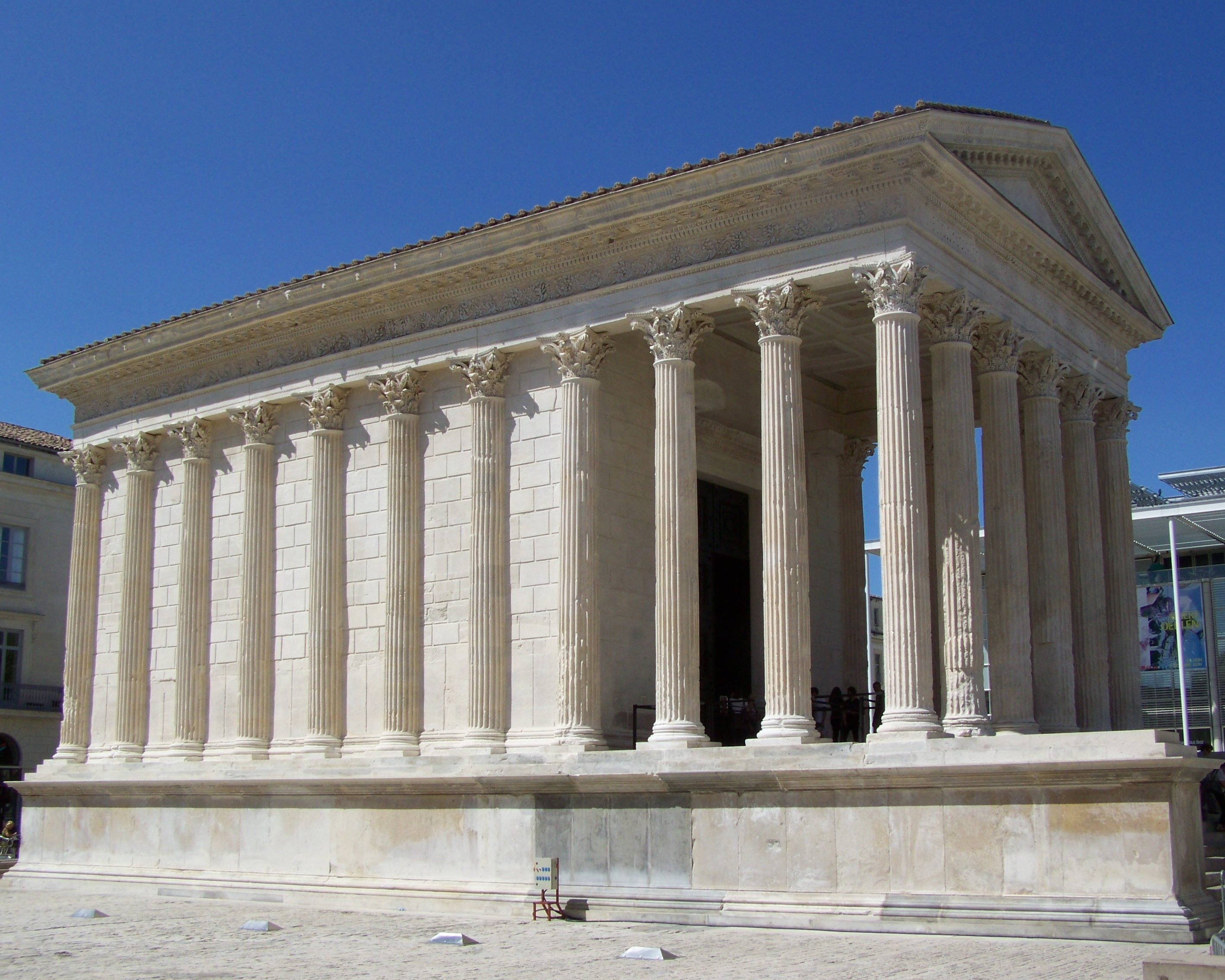
Maison Carrée, templo típico de la época romana, en la ciudad de Nimes (Francia).

Otro tipo de templo es el de planta circular como los templos de Vesta que tienen similitud con las antiguas cabañas romanas. Otro claro ejemplo de planta circular es el templete de Baalbek, con pronaos tetrástilo pero destaca sobre todo el Panteón de Agripa. En él puede leerse:
M.AGRIPPA.L.F.COS.TERTIVM.FECIT
Marco Agrippa, hijo de Lucio, cónsul por tercera vez, (lo) hizo
Esta es la inscripción que puede leerse en el friso del pórtico de entrada. Atribuye la construcción del edificio a Marco Vipsanio Agripa, amigo y general del emperador Augusto. El tercer consulado de Agrippa, nos indica el año 27 a. C. Además, Dión Casio lo encuadra en las obras realizadas por Agrippa en la zona de Roma conocida como el campo de Marte en 25 a. C. En tiempos de Adriano el edificio fue enteramente reconstruido, su nombre no aparece en las inscripciones debido al rechazo de este emperador a que su nombre figurase en las obras llevadas a cabo bajo su mandato. La inserción de una amplia sala redonda adosada al pórtico de un templo clásico es una innovación en la arquitectura romana. El modelo de espacio circular cubierto por una bóveda se había utilizado por la misma época en las grandes salas termales, pero era una novedad usarlo en un templo. El efecto de sorpresa al cruzar el umbral de la puerta debía ser notable. La construcción de una cúpula semiesférica sobre un tambor circular, era típico de la época.
Otros capitolios se han hallado en Timgad (Argelia), Pompeya, Sbeitla (Túnez), y otros lugares del Imperio.
Otros tipos de arquitectura en los templos romanos se pueden observar con rasgos orientales como los de Cibeles, Isis y Sarapis además de los realizados en las ciudades costeras que lindan con el Mar Mediterráneo dedicados a Mitra, con instalaciones para el sacrificio del toro y todo tipo de figuras relacionadas con el toro y el dios. Además en África podemos observar el templo de Juno Celestis (Tanit) en Dugga (Túnez).